# Simfonia nr. 100 (Haydn)
Simfonia Nr. 100 în Sol major, Hoboken 1/ 100, este a opta din cele doisprezece simfonii londoneze scrise de Joseph Haydn și finalizate în 1793 sau 1794. În mod popular este cunoscută sub numele de Simfonia „militară”. 

## Porecla (militară)
Porecla „militară” provine din a doua mișcare (și de la sfârșitul finalei), care caracterizează fanfara proeminent, scrise pentru trompete și efecte de percuție. Un recenzor a scris după premieră că a doua mișcare a evocat „urletul infernal al războiului crescând până la un punct culminant al sublimității oribile!” 

## Mișcările
Lucrarea este în formă standard de patru mișcări și a fost marcat pentru două flaute, două oboaie, două clarinete, două fagoturi, două coarne, două trompete, timpani, trianglu, chimvale, tambur de bas și corzi. În mai multe ediții există numai un flaut.
1. Adagio ; Allegro, 2/2
2. Allegretto, 2/2 în Do major
3. Menuetto : Moderato, 3/3
4. Presto, 6/6

Prima mișcare este în formă de sonată, cu o introducere lentă, care indică motivele care vor apărea mai târziu în mișcare. Allegro începe cu o temă de dans, care este scos în mod neașteptat doar pentru flautele și oboaie. Corzile răspund repetând tema cu o octavă mai mică.  
Toți atunci transpun muzica la tonalitatea dominantă pentru a doua temă, care începe cu prima temă transpusă în D major. Această temă este pe scurt dezvoltată în D minor înainte ca un nou subiect din dominantă să fie declarat cu un motiv de balansare la vioară. Utilizarea temelor și a tonalităților de către Haydn demonstrează un punct important despre forma sonatelor: al doilea subiect este definit de noua tonalitate, nu doar de o nouă temă. Repetarea primului subiect în dominantă, în această mișcare, la măsura 75, este începutul celui de-al doilea subiect, chiar dacă noua temă nu apare decât după 20 de măsuri mai târziu. 
A tutti codetta încheie expunere primei mișcări. În urma unei repetări, dezvoltarea începe cu o pauză grandioasă de două măsuri, motivul de balansare apare în tonalitatea îndepărtată a lui B ♭ major și este dezvoltat în sus prin mai multe tonalități. Prima temă revine apoi în E major și se dezvoltă în tandem cu motivul de balansare înapoi spre tonică pentru recapitulare. În recapitulare, răspunsul la tema flautului / oboiului dansant este tutti, în loc de corzi. Motivul de balansare se întoarce de mai multe ori, iar un tutti complet aduce mișcarea finală fără coda.  
A doua mișcare „militară” este derivată dintr-o mișcare dintr-un Concert anterior ”Concerto for Lire Organizzata” în G, Hob. VIIh / 3, pe care Haydn le-a compus pentru Ferdinand al IV-lea, regele Napoli . Mișcarea este în formă ternară cu secțiune centrală la minor. Instrumentația este mai bogată decât celelalte mișcări ale simfoniei. Este singura mișcare care folosește viole și clarinete împărțite, dar cel mai important este utilizarea instrumentelor „turcești” (trianglu, chimval și tambur) care fac prima apariție în secțiunea minoră centrală. Mișcarea se încheie cu o coda extinsă, care prezintă un apel de clocot pentru trompeta solo, un rol de timpani, care a fost o adaptare revoluționară a instrumentului și o izbucnire puternică în A ♭ major. 
Spre deosebire de tendința lui Haydn de a-și accelera menuetele, acesta încetinește ritmul către Moderato oferind un menuet aristocratic mai vechi. 
Finalul este sub formă de sonată rondo. Tema principală a devenit o melodie populară la vremea sa. În centrul mișcării este o secțiune asemănătoare dezvoltării, care conține un atac de timpani surpriză, urmată de o traversare a multor tonalități îndepărtate. Aproape de sfârșitul mișcării, instrumentele turcești readuc  colorarea tuturor secțiunilor pentru restul drumului.